# 게오르크 프리드리히 폰 프로이센 왕자
게오르크 프리드리히 폰 프로이센 왕자(독일어: Georg Friedrich Ferdinand Prinz von Preußen, 1976년 6월 10일 ~ )는 호엔촐레른가(家)의 수장이다.
초대 독일 황제 빌헬름 1세의 직계 6세손이며, 러시아 황제 니콜라이 1세와 영국 여왕 빅토리아의 6세손이기도 하다. 그는 조피 폰 이젠부르크와 결혼하여 3남 1녀를 두었다.